# キン★ドン
キン★ドンは読売テレビで2009年10月9日から2013年3月29日まで、毎週金曜日深夜24:58 - 27:05（土曜日未明0:58 - 3:05）に放送されていた深夜番組ゾーンのタイトルである。当ゾーンの枠は5分前後拡大される場合がある。
2013年4月5日から、当ゾーンでひと括りにされた各番組が番組表上でもそれぞれ独立した枠で記載されている。

## 放送時間
- 2009年10月 - 2011年3月：24:58 - 25:58
- 2011年4月 - 2012年3月：24:58 - 26:58
- 2012年4月 - 6月：25:08 - 27:08
- 2012年7月 - 2013年3月：24:58 - 27:05

## 番組
| 2009年10月 - 2010年3月 | フットンダ                                                            | カウントダウン・ドキュメント 秒ヨミ!      | （無し）                                                                         | （無し）                                                                         |                                                                                  |                                                                                  |
| 2010年4月 - 2011年3月  | ダウンタウンのガキの使いやあらへんで!!                                | フットンダ                                | （無し）                                                                         | （無し）                                                                         |                                                                                  |                                                                                  |
| 2011年4月              | フットンダ                                                            | ザ・狩人                                  | THE カテゴライザー                                                               | Culture Journal                                                                  |                                                                                  |                                                                                  |
| 2011年5月              | フットンダ                                                            | ザ・狩人                                  | イメ×ドキ（2回分）                                                               | イメ×ドキ（2回分）                                                               |                                                                                  |                                                                                  |
| 2011年6月              | フットンダ                                                            | ザ・狩人                                  | 臨死!!江古田ちゃん（4話連続、6月3日・10日） / 5MEN旅（2回分、6月17日 - 7月15日） | 臨死!!江古田ちゃん（4話連続、6月3日・10日） / 5MEN旅（2回分、6月17日 - 7月15日） | 臨死!!江古田ちゃん（4話連続、6月3日・10日） / 5MEN旅（2回分、6月17日 - 7月15日） | 臨死!!江古田ちゃん（4話連続、6月3日・10日） / 5MEN旅（2回分、6月17日 - 7月15日） |
| 2011年7月 - 9月        | フットンダ                                                            | ザ・狩人                                  | 祇園笑者（7月22日開始）                                                          | 祇園笑者（7月22日開始）                                                          |                                                                                  |                                                                                  |
| 放送期間               | 第1部（24:58 - 25:28）                                                | 第2部（25:28 - 26:35）                    | 第2部（25:28 - 26:35）                                                           | 第3部（26:35 - 27:05）                                                           |                                                                                  |                                                                                  |
| 2011年10月 - 2012年1月 | フットンダ                                                            | 祇園笑者                                  | 祇園笑者                                                                         | ザ・狩人                                                                         | ザ・狩人                                                                         | ザ・狩人                                                                         |
| 2012年2月 - 2012年9月  | くせになるややこしさ ブラックマヨネーズのハテナの缶詰 （1月27日開始） | 祇園笑者                                  | 祇園笑者                                                                         | ザ・狩人                                                                         | ザ・狩人                                                                         | ザ・狩人                                                                         |
| 放送期間               | 第1部（24:58 - 25:28）                                                | （25:28 - 26:33）                         | 第2部（25:33 - 26:33）                                                           | 第3部（26:33 - 27:03）                                                           |                                                                                  |                                                                                  |
| 2012年10月 - 2013年3月 | くせになるややこしさ ブラックマヨネーズのハテナの缶詰                 | ウキキちゃんねる ↓ GO!GO!しのぶちゃんねる | 祇園笑者                                                                         | ザ・狩人                                                                         |                                                                                  |                                                                                  |

## 備考
- 当ゾーンが特別番組などで休止になった場合は、『フットンダ』は当該週の放送は休止となり振替放送も行われない。
- 当ゾーンの放送があっても『フットンダ』が休止される場合があり、この際も振替放送は行われない。